# Cyrtandra amicta
Cyrtandra amicta är en tvåhjärtbladig växtart som beskrevs av Albert Charles Smith. Cyrtandra amicta ingår i släktet Cyrtandra och familjen Gesneriaceae. Inga underarter finns listade i Catalogue of Life.